# 民族の牢獄
「民族の牢獄」（みんぞくのろうごく）とは、多民族を一つの政府が抑圧する形で支配する国家を批判的に表現したもの。冷戦期には西側諸国がソビエト連邦の体制を指した。

## 概要
フランス革命以後、国民国家が登場し、さらに1848年革命を契機に民族主義がヨーロッパ各地で高まりを見せた。民族的アイデンティティーに基づいた国民が作り出され、それを主体とする一つの国家の建設が各地で模索された。ドイツ統一やイタリア統一などが好例とされる。
その一方、多民族を支配する帝国では被支配民族の独立運動が高まりを見せ、その支配体制に揺さぶりをかけるようになった。オーストリア＝ハンガリー帝国、オスマン帝国、ロシア帝国、清朝など多民族帝国の多くが君主制を色濃く残した非自由主義、非民主主義の国家体制だったため、自由主義者、民主主義者たちから批判的に「民族の牢獄」と呼ばれるようになった。
これら「民族の牢獄」と呼ばれた国々は第一次世界大戦後、崩壊あるいは新しい体制に移行する。

## 「民族の牢獄」と呼ばれた国
以下にかつて「民族の牢獄」と呼ばれた国家を挙げる。このうち前二つはバラバラの国々に崩壊し、後二つは一部の地域のみが独立し、主要部は覇権民族を中心とした多民族国家になった（清朝の後継国家である中華人民共和国、ロシア帝国の後継国家であるソビエト連邦の少数民族抑圧は非難を浴びた）。